# Armon Planta
Armon Planta (* 28. Mai 1917 in Susch; † 14. August 1986 in Sent GR, Aussprache [arˈmɔn ˈplantɐ]) war ein Lehrer, Lyriker sowie Heimatforscher, dessen Spezialgebiet die historischen Verkehrswege in der Schweiz waren.

## Leben
Armon Planta kam in Susch als Sohn eines Engadiner Lehrers und einer Walser Mutter aus Hinterrhein GR zur Welt. Seine Kindheit verbrachte er in S-chanf. Wie schon sein Vater besuchte er das Lehrerseminar in Chur und studierte danach an der Universität Zürich mit Zusatzstudien in Grenoble. Er arbeitete als Sekundarlehrer in Sta. Maria, Sent und ab 1961 in Scuol. In Sta. Maria lebte Armon Planta dreizehn Jahre lang. In jener Zeit heiratete er Rosa Maria Huder, sie hatten vier Kinder.
Da Lehrer im Engadin bis in die 1950er Jahre während der langen Sommerferien keine Arbeit und damit kein Einkommen hatten, beschäftigte sich Armon Planta während der Sommermonate mit archäologischen Ausgrabungen. Diese Arbeit wurde mit der Zeit immer wichtiger und faszinierender für ihn, er initiierte eigene Studien und schrieb mehrere Bücher über die historischen Verkehrswege im Kanton Graubünden und in Tirol.
1977 liess sich Armon Planta in den Ruhestand setzen, einerseits aufgrund von Hörproblemen, andererseits aber auch, um den archäologischen Studien intensiver nachgehen zu können. Über seine Leidenschaft für die Archäologie und die Lyrik hinaus war Armon Planta ein engagierter Umweltschützer.

## Schriftstellerei
Armon Planta war ein politischer Lyriker, der sich gegen «Ausverkauf der Heimat», grassierenden Opportunismus und die Germanisierung der bündnerromanischen Täler einsetzte. Vor diesem Hintergrund lesen sich viele der Gedicht aus seinen Sammelbänden Amarellas (1973, deutsch Sauerkirschen), Tampradas (1975, deutsch Gehärtetes) und Pommaraida (1982, deutsch Beerenfrüchte). Eine Art Zusammenfassung seiner zentralen Themen findet sich in seinem Gedicht Eu patisch cun tai (deutsch Ich leide mit dir), worin er sich gleichzeitig mit den Sorgen um die Umwelt und mit der Bewahrung der romanischen Sprache auseinandersetzt.

„Las ouvras dals ons 1960/70 sun per gronda part polemicas chi criticheschan il progress. Ma sper quista maniera directa d’intervgnir nu’s das-cha invlidar sia satira, suvent ironica.“

„Die Werke der 1960er und 1970er Jahre sind grossenteils polemischer Natur und kritisieren den Fortschritt. Aber bei aller Direktheit, mit der er sich einbringt, sollte man seinen Sinn fürs Satirische, oft auch Ironische nicht übersehen.“

Von 1971 an war Armon Planta Mitarbeiter der unabhängigen romanischen Zeitschrift Il chardun (deutsch Die Distel) und schrieb ausserdem für zahllose andere Zeitungen und Zeitschriften, so zum Beispiel auch für den deutschsprachigen Nebelspalter.
Trotz des politischen und satirischen Charakters eines grossen Teils seines Werkes kam der Humor in seinem lyrischen Werk nicht zu kurz. Armon Planta machte üppigen Gebrauch von Wortspielen und spielte mit den verschiedenen Dialekten des Bündnerromanischen, um seinen Gedichten eine komische und humorvolle Attitüde zu verleihen. So drückt sich seine Freude am Wortspiel besonders in einer Serie von Limericks über die verschiedenen Dörfer des Engadins aus. Hier ein Beispiel aus seinem Band Tampradas:
Avant ons, üna juvna d’Ardez

cuschinaiva per quels da Zernez,

mo la bella fantschella

ha ruot la padella

da lavez, sainza drets be permez.
Eine Jungfrau vor Jahr’n in Ardez

bekochte das Volk in Zernez,

doch die Maid brach – owei! –

ihre Pfanne entzwei:

ja so geht’s im Gehetz heissen Fetts.
– Aus dem Gedichtband Tamprada von 1975.
Armon Planta schrieb viele Liedtexte. Der Musiker Warren Thew zum Beispiel verwendete seine Texte für Chorkompositionen. Ein in der Rumantschia bekannter Text von Armon Planta, der zum Liedtext wurde, ist der Text des von Linard Bardill gesungenen Liedes Co es quai? (deutsch Wie ist das genau?): Planta hatte das ursprüngliche Gedicht La naivetta von Men Rauch (1944, deutsch etwa Der feine Schnee) um zwei Strophen erweitert.
Planta arbeitete als Übersetzer von Artikeln und literarischen Werken. Übersetzte Autoren waren zum Beispiel Kurt Marti, Erich Kästner und die Südtirolerin Maridl Innerhofer. Er signierte mit dem Kürzel «aPa». Seine literarischen und journalistischen Texte schrieb er mehrheitlich auf Vallader.

## Forschung
Als Amateurarchäologe beschäftigte sich Armon Planta vor allem mit den historischen Verkehrswegen in Graubünden und in Tirol. 
Zur Erforschung und Inventarisation wichtiger alter Pass- und Durchgangswege im einstigen Rätien erhielt er von Oktober 1978 bis September 1982 eine Projektförderung vom Schweizerischen Nationalfonds.
1981 erhielt er den Anerkennungspreis des Kantons Graubünden «in Anerkennung seiner schöpferischen Arbeit in der Erforschung alter Wege und Strassen im Alpenraum und in Würdigung seiner schriftstellerischen Tätigkeit.», 1986 wurde ihm die  Ehrendoktorwürde der Universität Bern verliehen, just am Tag vor seinem Tod:

„[Armon Planta] ha perscrutà cun grondischma premura, cun lavur instancabla e cull’experienza e clera vista dal muntagnard las vias veglias e lur pass dal temp roman, dal temp d’immez e plü preschaint, vias chi d'eiran gnüdas sepulidas pervia da grondas negligenzas. L’uondrà tillas ha darcheu chattadas in pajais elvetic ed austriac.“

„[Armon Planta] hat mit grossen Fleiss, mit unermüdlicher Arbeit und mit der Erfahrung und Klarheit des Berglers die alten Verkehrswege und ihren Hergang aus römischer Zeit, aus dem Mittelalter und den Folgezeiten erforscht, Verkehrswege, die infolge grosser Nachlässigkeit begraben lagen. Wissbegierig hat er sie in helvetischen wie in österreichischen Landstrichen wieder gefunden.“

## Veröffentlichungen (Auswahl)
Lyrik
- Amarellas: Poesias. Eigenverlag, 1973.
- Tampradas: Poesias. Eigenverlag, 1975.
- Pommaraida: Poesias. Eigenverlag, 1982.

Archäologische Sachbücher
- Alte Wege durch die Rofla und die Viamala. Rätisches Museum, Chur 1980.
- Verkehrswege im alten Rätien. Bände 1–4,  Verlag Bündner Monatsblatt, Chur 1985–1991. Band 4: zusammengestellt durch seinen Sohn Tumasch Planta.